# Elizabeth Cook-Lynn
Elizabeth Cook-Lynn (nascuda el 1930 a Fort Thompson, Dakota del Sud) és una editora, assagista, poeta, novel·lista i acadèmica lakota Crow Creek. Els seus punts de vista mordaços sobre la política dels amerindis dels Estats Units, particularment la sobirania tribal, han causat controvèrsia.
Cook-Lynn cofundà Wíčazo Ša Review ("Llapis Roig"), una revista acadèmica dedicada al desenvolupament dels estudis amerindis com a disciplina acadèmica. Es va retirar de la seva llarga carrera acadèmica a la Universitat de l'Est de Washington el 1993, tornant a casa a Rapid City, Dakota del Sud. Ha exercit de professora visitant a diverses universitats des de la seva jubilació. El 2009, va rebre el Premi a la Trajectòria de Cercle d'Escriptors Nadius d'Amèrica.

## Obres
- From the river's edge (NY: Arcade, 1991).

### Poesia
- I remember the fallen trees: new and selected poems (Cheney, WA: Eastern Washington UP, 1998).

### Narracions
- The power of horses and other stories (NY: Arcade, 1990).
- Seek the house of relatives (Marvin, SD: Blue Cloud Quarterly Press, 1983).
- Then Badger said this (Fairfield, WA: Ye Galleon Press, 1983).

### No ficció
- A Separate Country: Postcoloniality and American Indian Nations (Texas Tech University Press, 2011).
- Anti-Indianism in Modern America: A Voice from Tatekeya's Earth (Illinois UP 2001).
- Politics of Hallowed Ground : Wounded Knee and the Struggle for Indian Sovereignty (with Mario Gonzalez) (Illinois UP, 1999).
- Why I can't read Wallace Stegner and other essays : a tribal voice (Madison : University of Wisconsin Press, 1996).